# 1990 en sport automobile
Chronologie du Sport automobile
1989 en sport automobile - 1990 en sport automobile - 1991 en sport automobile

## Les faits marquants de l'année1990enSport automobile
- Carlos Sainz remporte le Championnat du monde des Rallyes 1990.

## Par mois

### Janvier
- 25 janvier : Didier Auriol gagne le Rallye Monte-Carlo.

### Février
Le Maroc est qualifié pour la coupe du monde 2018 en Russie après 20 ans d'absence.

### Mars
- 11 mars, (Formule 1) : Grand Prix automobile des États-Unis.
- 25 mars, (Formule 1) : Grand Prix automobile du Brésil.

### Avril
- 1er avril : 
  - Victoire de Dale Earnhardt lors du TranSouth 500 sur le Darlington Raceway en NASCAR Winston Cup.
  - Kurt Thiim remporte la manche belge du championnat DTM sur le circuit de Zolder.

### Mai
- 13 mai (Formule 1) : Grand Prix automobile de Saint-Marin.
- 27 mai (Formule 1) : Grand Prix automobile de Monaco.

### Juin
- 10 juin (Formule 1) : Grand Prix automobile du Canada.
- 16 juin : départ de la cinquante-huitième édition des 24 Heures du Mans.
- 24 juin (Formule 1) : Grand Prix automobile du Mexique.

### Juillet
- 8 juillet (Formule 1) : Grand Prix de France.
- 15 juillet (Formule 1) : Grand Prix de Grande-Bretagne.
- 29 juillet (Formule 1) : Grand Prix automobile d'Allemagne.

### Août
- 12 août (Formule 1) : Grand Prix automobile de Hongrie.
- 26 août (Formule 1) : Grand Prix automobile de Belgique.

### Septembre
- 9 septembre (Formule 1) : Grand Prix automobile d'Italie.
- 23 septembre (Formule 1) : Grand Prix automobile du Portugal.
- 30 septembre (Formule 1) : Grand Prix automobile d'Espagne

### Octobre
- 21 octobre (Formule 1) : Grand Prix automobile du Japon. Pour l'avant-dernier Grand Prix de la saison à Suzuka, Ayrton Senna — qui sait qu'il peut remporter le titre si aucun des deux pilotes ne marquent de point au cours de cette épreuve — percute à pleine vitesse la Ferrari de son rival Alain Prost dès le premier virage. Les deux pilotes se retrouvent hors course. Mais, cette manœuvre dangereuse n'est pas sanctionnée et le pilote brésilien est sacré champion du monde au volant de sa McLaren-Honda.

### Novembre
- 4 novembre (Formule 1) : Grand Prix automobile d'Australie.

## Naissances
- 10 janvier : Mirko Bortolotti, pilote automobile italien.
- 12 janvier : Mohammed Essa, pilote de rallye zambien.

- 15 février : Charles Pic; pilote automobile (Formule 1), français.
- 14 mars : D.J. Shaw, pilote automobile de stock-car.
- 23 mars : Jaime Víctor Alguersuari Escudero, pilote automobile espagnol.
- 7 avril : Inès Taittinger, pilote automobile française.
- 25 avril : Jean-Éric Vergne, pilote automobile français.
- 11 mai : Julián Leal, pilote automobile originaire de Colombie
- 22 mai : Daniel Zampieri, pilote automobile Italien.
- 24 mai : Joey Logano, pilote automobile (NASCAR) américain.
- 15 juin : Josef Král, pilote automobile tchèque.
- 20 juin : Johan Jokinen, pilote automobile danois.
- 9 juillet : Earl Bamber, pilote automobile néo-zélandais
- 24 juillet : Dean Stoneman, pilote automobile britannique.
- 2 août : Kazim Vasiliauskas, pilote automobile lituanien.
- 2 septembre : Marcus Ericsson, pilote automobile suédois.
- 6 septembre : Marco Sørensen, pilote automobile danois.

- 19 septembre : Evgeny Novikov, pilote automobile (Rallye) russe.
- 22 décembre : Josef Newgarden, pilote automobile américain.

## Décès
- 26 janvier : Frederick Roberts Gerard dit Bob Gerard, coureur automobile anglais (° 19 janvier 1914).
- 24 mai : Dries Van der Lof, pilote automobile néerlandais. (° 23 août 1919).
- 26 juillet : Giorgio Scarlatti, pilote automobile italien. (° 2 octobre 1921).
- 25 août : David Hampshire, pilote anglais de course automobile, (° 29 décembre 1917).
- 28 novembre : Francisco Godia Sales, pilote espagnol de course automobile, (° 21 mars 1921).